# Mão (hieróglifo)
A mão (hieróglifo) egípcia antiga  é um hieróglifo alfabético com o significado de "d"; também é usado na palavra para 'mão' e ações que são executadas, ou seja, pelo 'caminho das mãos', ou ações. (Usado como determinativo.)

## Uso iconográfico
Também usado em iconografia. O Faraó Den da 1ª Dinastia usou a mão como parte de seu nome: "d + n".

## Pedra Rosetta uso como palavra: "mão"
A Mão como hieroglífica também forma a palavra 'mão' na língua hieroglífica do Egito Antigo: "ţet". Na linha 13, (R-13), uma das dez maneiras de honrar o faraó Ptolomeu V era:
.... "e seja gravado o Rank:" Sacerdote do deus aparecendo (epifânio), senhor de benefícios - (eucharistos-grego) ", sobre os anéis usados em suas mãos (hieróglifo)."

## Letras alfabéticas do hieróglifo egípcio
As duas tabelas a seguir mostram os sinais unilaterais do Egito. (24 letras, mas hieróglifos de uso múltiplo).
| G1 |

| G1 |

| M17 |

| M17 |

| M17 | M17 |

| M17 | M17 |

| D36 |

| D36 |

| G43 |

| G43 |

| b |

| b |

| p |

| p |

| f |

| f |

| G17 |

| G17 |

| N35 |

| N35 |

| D21 |

| D21 |

| h |

| h |

| H |

| H |

| Aa1 |

| Aa1 |

| F32 |

| F32 |

| O34 |

| O34 |

| N37 |

| N37 |

| N29 |

| N29 |

| k |

| k |

| g |

| g |

| t |

| t |

| V13 |

| V13 |

| d |

| d |

| I10 |

| I10 |

| E23 |

| E23 |

| Aa15 |

| Aa15 |

| S3 |

| S3 |

| S29 |

| S29 |

| M17 | M17 | (2 | palhetas) |

| M17 | M17 | (2 | palhetas) |

| Z4 | (2 | traços) |

| Z4 | (2 | traços) |

| G43 | (codorna) |

| G43 | (codorna) |

| Z7 | (espiral) |

| Z7 | (espiral) |

| U33 |

| U33 |